# Verwaltungsgemeinschaft Seenplatte
De Verwaltungsgemeinschaft Seenplatte in het Thüringische landkreis Saale-Orla-Kreis is een gemeentelijk samenwerkingsverband waarbij 15 gemeenten zijn aangesloten. Het bestuurscentrum bevindt zich in Oettersdorf.

## Deelnemende gemeenten
De volgende gemeenten maken deel uit van de Verwaltungsgemeinschaft:
1. Bucha ()
2. Dittersdorf (453)
3. Dreba ()
4. Görkwitz (291)
5. Göschitz (207)
6. Kirschkau (200)
7. Knau ()
8. Löhma (271)
9. Moßbach (403)
10. Neundorf (bei Schleiz) (260)
11. Oettersdorf (849)
12. Plothen (252)
13. Pörmitz (167)
14. Tegau (390)
15. Volkmannsdorf (244)

Bad Lobenstein · Bodelwitz · Burgk · Dittersdorf · Döbritz · Dreba · Dreitzsch · Eßbach · Gefell · Geroda · Gertewitz · Görkwitz · Göschitz · Gössitz · Grobengereuth · Hirschberg · Keila · Kirschkau · Knau · Kospoda · Krölpa · Langenorla · Lausnitz · Lemnitz · Linda bei Neustadt an der Orla · Löhma · Miesitz · Mittelpöllnitz · Moßbach ·  Moxa · Neundorf (bij Schleiz) · Neustadt an der Orla · Nimritz · Oberoppurg · Oettersdorf · Oppurg · Paska · Peuschen · Plothen · Pörmitz · Pößneck · Pottiga · Quaschwitz · Ranis · Remptendorf · Rosendorf · Rosenthal am Rennsteig · Saalburg-Ebersdorf · Schleiz · Schmieritz · Schmorda · Schöndorf · Seisla · Solkwitz · Tanna · Tegau · Tömmelsdorf · Triptis · Volkmannsdorf · Weira · Wernburg · Wilhelmsdorf · Wurzbach · Ziegenrück